# Anomalies passagères
Pour plus de détails, voir Fiche technique et Distribution.
Anomalies passagères est un téléfilm français réalisé par Nadia Fares Anliker et diffusé en 2003. Œuvre commanditée par la chaîne culturelle Arte, il fait partie de la collection « Masculin/Féminin » regroupant les films de dix réalisateurs.

## Fiche technique
- Titre : Anomalies passagères
- Réalisation : Nadia Fares Anliker
- Scénario : Nadia Fares Anliker et Yves Kropf
- Photographie : Antoine Roch
- Décors : Joël Lavrut
- Montage : Khadicha Bariha
- Musique originale : Alex Attias
- Producteurs : Jean-Pierre Guérin, Christophe Valette, Jérôme Vida
- Sociétés de production : Arte France Cinéma, GMT Productions, Quo Vadis Cinéma
- Pays d'origine : France
- Genre : Drame
- Durée : 83 minutes
- Date de diffusion : 22 mars 2003 sur Arte

## Distribution
- Guilaine Londez : Carmen
- Riton Liebman : Rémy
- Éric Defosse : Chico
- Éric Woreth : Fred
- Claire Nebout : France
- Orran Farmer : Baron
- Nicolas Woirion : le policier
- Hajar Nouma : Mona
- Ouassini Embarek : Nasser
- Olivier Bénard : Kamal
- Maria de Medeiros : Luna
- Carlos Leal : Le photographe
- Flora Djien : Flora
- Laurent Spann : Le bébé